# DO-178C
DO-178C és una normativa de seguretat dins l'àmbit de sistemes aviònics per a certificar els equips aeroespacials comercials que executen programari. Va ser creat per les associacions FAA, EASA i Transport Canada l'any 2011 i aprovat el 2012.

## Organització
Es divideix en els següents subgrups :
- SG1: Integració de documents.
- SG2: Qüestions.
- SG3: Qualificació d'eines.
- SG4: Verificació i desenvolupament basada en models.
- SG5: Tecnologia orientada a objectes.
- SG6: Mètodes formals.
- SG7: Consideracions relatives a seguretat.

## Nivells del programari
Les condicions de fallida es categoritzen pels efectes sobre la nau, la triputació i els passatgers :
| Nivell | Condició de fallida | Descripció |
| ------ | ------------------- | --- |
| A      | Catastròfic         | La fallida pot causar morts i usualment la pèrdua de la nau. |
| B      | Perillós            | La fallida té un impacte negatiu en la seguretat i prestacions, o redueix l'habilitat de la triputació per a operar la nau o causa ferides mortals als passatgers. |
| C      | Major               | La fallida reduiex significativament el marge de seguretat. Poden haver-hi lesions menors.                                                                         |
| D      | Menor               | La fallida redueix lleugerament el marge de seguretat. Es poden produir petits incenvenients per als passatgers.                                                   |
| E      | Segur               | La fallida no té cap impacte en la seguretat, operació de la nau o tripulació.                                                                                     |